# Adinda dollfusi
Adinda dollfusi är en kräftdjursart som först beskrevs av Richardson Searle 1922.  Adinda dollfusi ingår i släktet Adinda och familjen Scleropactidae. Inga underarter finns listade i Catalogue of Life.